# Unione Sportiva Alessandria Calcio 1999-2000
Questa voce raccoglie le informazioni riguardanti l'Unione Sportiva Alessandria Calcio nelle competizioni ufficiali della stagione 1999-2000.

## Stagione
Nella stagione 1999-2000 l'Unione Sportiva Alessandria Calcio disputa l'undicesimo campionato di Serie C2 della sua storia. Raccoglie 61 punti, con il secondo posto finale, lo Spezia primo classificato con 76 punti sale direttamente in Serie C1, i grigi grazie al posto d'onore disputano i playoff, superando nel doppio confronto di semifinale il Meda, e poi nella finale disputata a Reggio Emilia l'11 giugno 2000, superano (3-2) il Prato e salgono in Serie C1.

## Divise e sponsor
Il fornitore ufficiale di materiale tecnico per la stagione 1999-2000 fu Erreà, mentre lo sponsor di maglia fu Cassa di Risparmio di Alessandria.
| 1ª divisa | 2ª divisa |

## Organigramma societario
Area direttiva
- Presidente: Gino Amisano
- Amministratore delegato: Roberto Spinelli

Area organizzativa
- Segretario: Roberto Quirico

Area tecnica
- Direttore sportivo: Roberto Lamanna
- Allenatore: Claudio Maselli
- Allenatore in seconda: Antonio Colombo
- Preparatore atletico: Daniele Pinna

Area sanitaria
- Medico sociale: Pierluigi Gatto
- Massaggiatore: Giulio Mozzi

## Rosa
| N. |                     | Ruolo | Calciatore         |
| -- | ------------------- | ----- | ------------------ |
|    | Italia (bandiera)   | P     | Enzo Biato         |
|    | Italia (bandiera)   | P     | Enrico Malatesta   |
|    | Italia (bandiera)   | D     | Paolo Chiavaroli   |
|    | Italia (bandiera)   | D     | Mario Giannoni     |
|    | Italia (bandiera)   | D     | Maurizio Lizzani   |
|    | Italia (bandiera)   | D     | Nicola Malventi    |
|    | Italia (bandiera)   | D     | Luca Marcato       |
|    | Italia (bandiera)   | D     | Matteo Melara      |
|    | Svizzera (bandiera) | D     | Patrick Moro       |
|    | Italia (bandiera)   | D     | Fabio Rossi        |
|    | Italia (bandiera)   | C     | Federico Amenta    |
|    | Italia (bandiera)   | C     | Riccardo Bracaloni |
|    | Italia (bandiera)   | C     | Salvatore Carboni  |

| N. |                   | Ruolo | Calciatore           |
| -- | ----------------- | ----- | -------------------- |
|    | Italia (bandiera) | C     | Fabrizio Catelli     |
|    | Italia (bandiera) | C     | Daniele Giraldi      |
|    | Italia (bandiera) | C     | Claudio Grauso       |
|    | Italia (bandiera) | C     | Andrea Juliano       |
|    | Italia (bandiera) | C     | Massimiliano Scaglia |
|    | Italia (bandiera) | C     | Cristiano Scazzola   |
|    | Italia (bandiera) | C     | Dario Serra          |
|    | Italia (bandiera) | C     | Elio Signorelli      |
|    | Italia (bandiera) | A     | Vitaliano Bonuccelli |
|    | Italia (bandiera) | A     | Matteo Guazzo        |
|    | Italia (bandiera) | A     | Cristiano Masitto    |
|    | Italia (bandiera) | A     | Angelo Montrone      |
|    | Italia (bandiera) | A     | Giancarlo Romairone  |

## Risultati

### Serie C2

#### Girone di andata
| Arbitro: | Giachero (Pinerolo) |

|              |           |  |
| Giannoni 24’ | Marcatori |  |

| Arbitro: | Mariuzzo (Venezia) |

|  |           |                             |
|  | Marcatori | 37’ Giannoni 68’ Bonuccelli |

| Arbitro: | Battistella (Conegliano) |

|              |           |  |
| Scazzola 18’ | Marcatori |  |

| Arbitro: | Mariuzzo (Venezia) |

|                       |           |              |
| Provenzano 60’ (rig.) | Marcatori | 89’ Montrone |

| Arbitro: | Cavallaro (Legnago) |

|                       |           |  |
| Bonuccelli 90’ (rig.) | Marcatori |  |

| Arbitro: | Ferone (Terni) |

|                                       |           |                |
| F. Rossi 63’ (aut.) Luconi 71’ (rig.) | Marcatori | 45’ Bonuccelli |

| Arbitro: | De Marco (Chiavari) |

|              |           |  |
| Lunardon 33’ | Marcatori |  |

| Arbitro: | Griselli (Livorno) |

|                                                |           |  |
| Scazzola 42’ (rig.), 78’ (rig.) Bonuccelli 81’ | Marcatori |  |

| Arbitro: | P. Rossi (Forlì) |

|  |           |                     |
|  | Marcatori | 39’ (rig.) Scazzola |

| Arbitro: | Amato (Castellammare di Stabia) |

|                                |           |             |
| Romairone 1’, 52’ Montrone 63’ | Marcatori | 12’ Cipolli |

| Arbitro: | Angrisani (Salerno) |

|  |           |                                          |
|  | Marcatori | 29’ D. Serra 42’ Montrone 86’ Signorelli |

| Arbitro: | Ferrari (Roma) |

|                     |           |             |
| Signorelli 52’, 65’ | Marcatori | 27’ Lorieri |

| Arbitro: | Masiero (Venezia) |

|  |           |                            |
|  | Marcatori | 34’ Palumbieri 90’ Valente |

| Arbitro: | Giannoccaro (Lecce) |

|             |           |                        |
| Toniolo 75’ | Marcatori | 61’ Lizzani 89’ Grauso |

| Arbitro: | Ledda (Alghero) |

|                                                   |           |            |
| Montrone 34’, 46’, 60’ Romairone 58’ D. Serra 85’ | Marcatori | 90’ Biondo |

| Arbitro: | Palmieri (Cosenza) |

|                             |           |             |
| Zaniolo 61’ Alan Carlet 72’ | Marcatori | 5’ Montrone |

| Arbitro: | Brighi (Cesena) |

|                                            |           |  |
| Montrone 30’ Bonuccelli 32’ Signorelli 64’ | Marcatori |  |

#### Girone di ritorno
| Firenze 6 gennaio 2000, ore 14:30 CET 18ª giornata | Rondinella     | 0 – 0 referto | Alessandria | Stadio Due Strade (500 spett.)\| Arbitro: \| Zenere (Schio) \| |
| Arbitro:                                           | Zenere (Schio) |               |             |                                                                |

| Arbitro: | Giachero (Pinerolo) |

|             |           |  |
| Scaglia 48’ | Marcatori |  |

| Arbitro: | Lombardi (Lanciano) |

|  |           |                           |
|  | Marcatori | 2’ Romairone 10’ Scazzola |

| Alessandria 24 gennaio 2000, ore 20:30 CET 21ª giornata | Alessandria     | 0 – 0 referto | Pro Vercelli | Stadio Giuseppe Moccagatta (2.000 spett.)\| Arbitro: \| Micoli (Tivoli) \| |
| Arbitro:                                                | Micoli (Tivoli) |               |              |                                                                            |

| Arbitro: | Ioseffi (Siena) |

|              |           |                |
| Guidetti 63’ | Marcatori | 83’ Signorelli |

| Arbitro: | Rizzoli (Bologna) |

|                                            |           |            |
| Montrone 23’, 66’ D. Serra 48’ Lizzani 63’ | Marcatori | 21’ Luconi |

| Alessandria 20 febbraio 2000, ore 15:00 CET 24ª giornata | Alessandria        | 0 – 0 referto | Mantova | Stadio Giuseppe Moccagatta (1.700 spett.)\| Arbitro: \| Niccolai (Livorno) \| |
| Arbitro:                                                 | Niccolai (Livorno) |               |         |                                                                               |

| Sesto San Giovanni 26 febbraio 2000, ore 15:00 CET 25ª giornata | Pro Sesto          | 0 – 0 referto | Alessandria | Stadio Breda (1.400 spett.)\| Arbitro: \| Griselli (Livorno) \| |
| Arbitro:                                                        | Griselli (Livorno) |               |             |                                                                 |

| Arbitro: | Ledda (Alghero) |

|                              |           |            |
| Scazzola 64’ Vago 66’ (aut.) | Marcatori | 17’ Bocchi |

| Arbitro: | Mazzoleni (Bergamo) |

|                    |           |  |
| Cipolli 61’ (rig.) | Marcatori |  |

| Arbitro: | Morganti (Ascoli Piceno) |

|              |           |                |
| Montrone 43’ | Marcatori | 38’ Fiorentini |

| Arbitro: | Ciampi (Pisa) |

|           |           |                                 |
| Cuccu 32’ | Marcatori | 26’ Montrone 88’ (aut.) Gattuso |

| Arbitro: | Bianchi (Lucca) |

|              |           |              |
| G. Russo 80’ | Marcatori | 86’ Scazzola |

| Alessandria 22 aprile 2000, ore 16:00 CEST 31ª giornata | Alessandria        | 0 – 0 referto | Pro Patria | Stadio Giuseppe Moccagatta (600 spett.)\| Arbitro: \| Porretta (Palermo) \| |
| Arbitro:                                                | Porretta (Palermo) |               |            |                                                                             |

| Arbitro: | Giangrande (L'Aquila) |

|                                                  |           |             |
| Zanin 26’ Botteghi 47’ (rig.), 85’ Parmesani 54’ | Marcatori | 24’ Masitto |

| Arbitro: | Carrer (Conegliano) |

|  |           |             |
|  | Marcatori | 89’ Zaniolo |

| Arbitro: | Sacco (Civitavecchia) |

|            |           |                        |
| Figaia 17’ | Marcatori | 85’ (aut.) Baldisserri |

### Play-off

#### Semifinali
| Meda 28 maggio 2000, ore 16:30 CEST Andata | Meda           | 0 – 0 referto | Alessandria | Stadio Città di Meda (1.800 spett.)\| Arbitro: \| Palanca (Roma) \| |
| Arbitro:                                   | Palanca (Roma) |               |             |                                                                     |

| Arbitro: | Ferraro (Crotone) |

|                          |           |                            |
| D. Serra 36’ Masitto 70’ | Marcatori | 77’ A. Amato 79’ Locatelli |

#### Finale
| Arbitro: | Morganti (Ascoli Piceno) |

|                                |           |                        |
| Montrone 13’, 58’ Scazzola 18’ | Marcatori | 27’ Maccarone 84’ Gori |

### Coppa Italia Serie C

#### Fase eliminatoria Girone B
| 22 agosto 1999 1ª giornata |  | – Turno di riposo Alessandria |  |  |

| Arbitro: | Maselli (Lucca) |

|  |           |                               |
|  | Marcatori | 41’ M. Sala 47’ (rig.) Ceredi |

| Arbitro: | Belloli (Bergamo) |

|  |           |                             |
|  | Marcatori | 81’ Montrone 87’ Bonuccelli |

| Arbitro: | Bergonzi (Genova) |

|              |           |  |
| Montrone 61’ | Marcatori |  |

| Arbitro: | Mazzoleni (Bergamo) |

|               |           |  |
| Andreolli 90’ | Marcatori |  |

## Statistiche

### Statistiche di squadra
| Competizione         | Punti | In casa | In casa | In casa | In casa | In casa | In casa | In trasferta | In trasferta | In trasferta | In trasferta | In trasferta | In trasferta | Totale | Totale | Totale | Totale | Totale | Totale | DR  |
| Competizione         | Punti | G       | V       | N       | P       | Gf      | Gs      | G            | V            | N            | P            | Gf           | Gs           | G      | V      | N      | P      | Gf     | Gs     | DR  |
| -------------------- | ----- | ------- | ------- | ------- | ------- | ------- | ------- | ------------ | ------------ | ------------ | ------------ | ------------ | ------------ | ------ | ------ | ------ | ------ | ------ | ------ | --- |
| Serie C2             | 61    | 17      | 11      | 4       | 2       | 27      | 9       | 17           | 6            | 6            | 5            | 19           | 16           | 34     | 17     | 10     | 7      | 46     | 25     | +21 |
| Coppa Italia Serie C |       | 2       | 1       | 0       | 1       | 1       | 2       | 2            | 1            | 0            | 1            | 2            | 1            | 4      | 2      | 0      | 2      | 3      | 3      | 0   |
| Play-off             |       | 1       | 0       | 1       | 0       | 2       | 2       | 2            | 1            | 1            | 0            | 3            | 2            | 3      | 1      | 2      | 0      | 5      | 4      | +1  |
| Totale               |       | 20      | 12      | 5       | 3       | 30      | 13      | 21           | 8            | 7            | 6            | 24           | 19           | 41     | 20     | 12     | 9      | 54     | 32     | +22 |

### Statistiche dei giocatori
| Giocatore     | Serie C2 | Serie C2 | Coppa Italia | Coppa Italia | Play-off | Play-off | Totale   | Totale |
| Giocatore     | Presenze | Reti     | Presenze     | Reti         | Presenze | Reti     | Presenze | Reti   |
| ------------- | -------- | -------- | ------------ | ------------ | -------- | -------- | -------- | ------ |
| F. Amenta     | 12       | 0        | -            | -            | -        | -        | 12       | 0      |
| E. Biato      | 3        | -4       | 2            | -3           | -        | -        | 5        | -7     |
| V. Bonuccelli | 17       | 5        | 4            | 1            | -        | -        | 21       | 6      |
| R. Bracaloni  | 5        | 0        | -            | -            | -        | -        | 5        | 0      |
| S. Carboni    | 8        | 0        | -            | -            | -        | -        | 8        | 0      |
| F. Catelli    | 7        | 0        | -            | -            | 2        | 0        | 9        | 0      |
| P. Chiavaroli | 1        | 0        | -            | -            | -        | -        | 1        | 0      |
| M. Giannoni   | 24       | 2        | 4            | 0            | 3        | 0        | 31       | 2      |
| D. Giraldi    | 13       | 0        | 4            | 0            | -        | -        | 17       | 0      |
| C. Grauso     | 30       | 1        | 1            | 0            | 3        | 0        | 34       | 1      |
| M. Guazzo     | 1        | 0        | -            | -            | -        | -        | 1        | 0      |
| A. Juliano    | 8        | 0        | 1            | 0            | -        | -        | 9        | 0      |
| M. Lizzani    | 31       | 2        | 4            | 0            | 3        | 0        | 38       | 2      |
| E. Malatesta  | 31       | -21      | 2            | 0            | 3        | -4       | 36       | -25    |
| N. Malventi   | 9        | 0        | 3            | 0            | -        | -        | 12       | 0      |
| L. Marcato    | 24       | 0        | 3            | 0            | 3        | 0        | 30       | 0      |
| C. Masitto    | 2        | 1        | -            | -            | 3        | 1        | 5        | 2      |
| Mazzenti      | 1        | 0        | -            | -            | -        | -        | 1        | 0      |
| M. Melara     | 16       | 0        | -            | -            | 2        | 0        | 18       | 0      |
| A. Montrone   | 29       | 12       | 4            | 2            | 3        | 2        | 36       | 16     |
| P. Moro       | 24       | 0        | 2            | 0            | 2        | 0        | 28       | 0      |
| G. Romairone  | 27       | 4        | 3            | 0            | -        | -        | 30       | 4      |
| F. Rossi      | 29       | 0        | 4            | 0            | 3        | 0        | 36       | 0      |
| M. Scaglia    | 32       | 1        | 4            | 0            | 3        | 0        | 39       | 1      |
| C. Scazzola   | 28       | 7        | 3            | 0            | 3        | 1        | 34       | 8      |
| D. Serra      | 30       | 3        | 4            | 0            | 3        | 1        | 37       | 4      |
| E. Signorelli | 28       | 5        | 4            | 0            | 3        | 0        | 35       | 5      |